# Ryszard Binkowski
Ryszard Binkowski (ur. 12 września 1940 r. we wsi Gospodarz koło Łodzi, zm. 11 kwietnia 2023 w Łodzi) – polski prozaik i scenarzysta filmowy.
Ukończył studium nauczycielskie w Łodzi. W latach 1964–1971 pracował w szkolnictwie. Jako prozaik zadebiutował w 1967 r. na łamach łódzkiego tygodnika „Odgłosy”.
Na podstawie jego utworów Waldemar Podgórski wyreżyserował filmy Pójdziesz ponad sadem i Wesela nie będzie.
Został pochowany na cmentarzu komunalnym w Pabianicach.

## Twórczość literacka[2]
- Sypała brzezina złotem, czerwienią (powieść)
- Pójdziesz ponad sadem (powieść)
- Latoś wesel nie będzie (opowiadania)
- Tak szybko zapada zmrok (powieść)
- Białe światło (powieść)
- Parszywiec (powieść)
- Mansardy (powieść)
- Korkociąg (opowiadania)
- Zaginiony (powieść)
- Eksmisja (powieść)
- Zaćma (powieść)
- Wiatrak (powieść)
- Długa choroba (powieść)
- Zaginiony (powieść)